# Superalgebra Lie
Em matemática, uma superálgebra de Lie é uma generalização natural de uma álgebra de Lie para incluir uma graduação, a mais comum sendo uma graduação {\displaystyle \mathbb {Z} _{2}}  . Superálgebras de Lie são muito importantes em física teórica, por exemplo, elas são usadas para descrever sistemas com supersimetria em teoria gauge e teoria das cordas, onde geralmente os elementos pares da superalgebra correspondem a bósons e ímpares aos férmions. Elas também são importantes em matemática pura, sendo aplicadas em geometria, teoria dos números etc.